# De waarzegger
Tom Poes en de waarzegger of kortweg De waarzegger is het 61ste verhaal uit de Bommelsaga, geschreven en getekend door Marten Toonder. Het verhaal verscheen voor het eerst op 4 augustus 1954 en liep tot 5 oktober 1954. Thema: Een halve waarheid is erger dan een hele leugen.

## Samenvatting
Heer Bommel heeft een geheim trapje op de zolder ontdekt, zodat het avontuur roept. Ze vinden op de zolder van Bommelstein een loden kistje. Tom Poes vraagt zich hardop af wat er behalve radium en uranium nog meer in een loden kist wordt bewaard? Er blijkt een vreemde pijptabak in te zitten.
Wanneer heer Bommel deze tabak rookt verschijnt er een wit pratend figuurtje, een van de plaaggeesten, dat zichzelf waarzegger noemt. Het beweert altijd de waarheid te spreken en het heeft een hekel aan holklappers en kou, maar groeit van 'galwarmte', omdat men het nu eenmaal moeilijk vindt om met de waarheid geconfronteerd te worden. Heer Bommel biedt het waarzeggertje plaats aan in zijn pijp. Tom Poes is argwanend en vraagt waarom hij 400 jaar opgesloten is geweest in een loden kist. 
Daarna krijgen diverse anderen de waarheid te horen, wat steeds tot kwaadheid leidt. Heer Bommel wil er later dan ook vanaf, maar dat is nog niet zo eenvoudig. Uiteindelijk lukt het door het wezen met Wammes Waggel te laten praten, want die alles kan aanhoren zonder boos te worden.

## Voetnoot
1. ↑  "Taal wordt door holklappers gemaakt, niemand meent wat hij zegt."